# Ngân hàng thương mại
Ngân hàng thương mại đã hình thành tồn tại và phát triển hàng trăm năm gắn liền với sự phát triển của kinh tế hàng hoá. Sự phát triển hệ thống Ngân hàng Thương mại (NHTM) đã có tác động rất lớn và quan trọng đến quá trình phát triển của nền kinh tế hàng hoá, ngược lại kinh tế hàng hoá phát triển mạnh mẽ đến giai đoạn cao nhất là nền kinh tế thị trường thì NHTM cũng ngày càng được hoàn thiện và trở thành những định chế tài chính không thể thiếu được. Thông qua hoạt động tín dụng thì ngân hàng thương mại tạo lợi ích cho người gửi tiền, người vay tiền và cho cả ngân hàng thông qua chênh lệch lãi suất mà thu được lợi nhuận cho ngân hàng.

## Khái niệmngân hàng thương mại
Cho đến thời điểm hiện nay có rất nhiều khái niệm về NHTM: 
- Ở Mỹ: Ngân hàng thương mại là công ty kinh doanh tiền tệ, chuyên cung cấp dịch vụ tài chính và hoạt động trong ngành công nghiệp dịch vụ tài chính.
- Đạo luật ngân hàng của Pháp (1941) cũng đã định nghĩa: "Ngân hàng thương mại là những xí nghiệp hay cơ sở mà nghề nghiệp thường xuyên là nhận tiền bạc của công chúng dưới hình thức ký thác, hoặc dưới các hình thức khác và sử dụng tài nguyên đó cho chính họ trong các nghiệp vụ về chiết khấu, tín dụng và tài chính".
- Ở Việt Nam, Định nghĩa Ngân hàng thương mại: là ngân hàng được thực hiện toàn bộ hoạt động ngân hàng và các hoạt động kinh doanh khác có liên quan vì mục tiêu lợi nhuận theo quy định của Luật các Tổ chức tín dụng và các quy định khác của pháp luật (Nghị định số 59/2009/NĐ-CP của chính phủ về tổ chức và hoạt động NHTM)

Từ những nhận định trên có thể thấy NHTM là một trong những định chế tài chính mà đặc trưng là cung cấp đa dạng các dịch vụ tài chính với nghiệp vụ cơ bản là nhận tiền gửi, cho vay và cung ứng các dịch vụ thanh toán. Ngoài ra, NHTM còn cung cấp nhiều dịch vụ khác nhằm thoả mãn tối đa nhu cầu về sản phẩm dịch vụ của xã hội.

## Chức năng của ngân hàng thương mại

### Chức năng trung gian tín dụng
Chức năng trung gian tín dụng được xem là chức năng quan trọng nhất của Ngân hàng thương mại. Khi thực hiện chức năng trung gian tín dụng, NHTM đóng vai trò là cầu nối giữa người thừa vốn và người có nhu cầu về vốn. Với chức năng này, ngân hàng thương mại vừa đóng vai trò nhận tiền gửi, vừa đóng vai trò là người cho vay và hưởng lợi nhuận là khoản chênh lệch giữa lãi suất nhận gửi và lãi suất cho vay và góp phần tạo lợi ích cho tất cả các bên tham gia: người gửi tiền và người đi vay... Cho vay luôn là hoạt động quan trọng nhất của ngân hàng thương mại, nó mang đến lợi nhuận lớn nhất cho ngân hàng thương mại.

### Chức năng trung gian thanh toán
Ở đây NHTM đóng vai trò là thủ quỹ cho các doanh nghiệp và cá nhân, thực hiện các thanh toán theo yêu cầu của khách hàng như trích tiền từ tài khoản tiền gửi của họ để thanh toán tiền hàng hóa, dịch vụ hoặc nhập vào tài khoản tiền gửi của khách hàng tiền thu bán hàng và các khoản thu khác theo lệnh của họ.
Các NHTM cung cấp cho khách hàng nhiều phương tiện thanh toán tiện lợi như séc, ủy nhiệm chi, ủy nhiệm thu, thẻ rút tiền, thẻ thanh toán, thẻ tín dụng… Tùy theo nhu cầu, khách hàng có thể chọn cho mình phương thức thanh toán phù hợp. Nhờ đó mà các chủ thể kinh tế không phải giữ tiền trong túi, mang theo tiền để gặp chủ nợ, gặp người phải thanh toán dù ở gần hay xa mà họ có thể sử dụng một phương thức nào đó để thực hiện các khoản thanh toán. Do vậy các chủ thể kinh tế sẽ tiết kiệm được rất nhiều chi phí, thời gian, lại đảm bảo thanh toán an toàn. Chức năng này vô hình trung đã thúc đẩy lưu thông hàng hóa, đẩy nhanh tốc độ thanh toán, tốc độ lưu chuyển vốn, từ đó góp phần phát triển kinh tế.

### Chức năng tạo tiền
Là chức năng quan trọng, phản ánh rõ bản chất của NHTM. Mục tiêu tìm kiếm lợi nhuận chẳng hạn như  yêu cầu chính cho sự tồn tại và phát triển của mình, các NHTM với nghiệp vụ kinh doanh mang tính đặc thù của mình đã vô hình trung thực hiện chức năng tạo tiền cho nền kinh tế.
Chức năng tạo tiền được thực thi trên cơ sở hai chức năng khác của NHTM là chức năng tín dụng và chức năng thanh toán. Thông qua chức năng trung gian tín dụng, ngân hàng sử dụng số vốn huy động được để cho vay, số tiền cho vay ra lại được khách hàng sử dụng để mua hàng hóa, thanh toán dịch vụ trong khi số dư trên tài khoản tiền gửi thanh toán của khách hàng vẫn được coi là một bộ phận của tiền giao dịch, được họ sử dụng để mua hàng hóa, thanh toán dịch vụ… Với chức năng này, hệ thống NHTM đã làm tăng tổng phương tiện thanh toán trong nền kinh tế, đáp ứng nhu cầu thanh toán, chi trả của xã hội. Ngân hàng thương mại tạo tiền phụ thuộc vào tỉ lệ dự trữ bắt buộc của ngân hàng trung ương đã áp dụng đối với NHTM. Do vậy ngân hàng trung ương có thể tăng tỉ lệ này khi lượng cung tiền vào nền kinh tế lớn.

## Các yếu tố ảnh hưởng đến hoạt động kinh doanh của NHTM

### Sự gia tăng nhanh chóng trong danh mục sản phẩm dịch vụ
Ngày nay, các ngân hàng đang mở rộng danh mục sản phẩm dịch vụ tài chính mà họ cung cấp cho khách hàng. Quá trình mở rộng danh mục sản phẩm dịch vụ đã tăng tốc trong những năm gần đây dưới áp lực cạnh tranh gia tăng từ các tổ chức tài chính khác, từ sự hiểu biết và đòi hỏi cao hơn của khách hàng, và từ sự thay đổi công nghệ.

### Sự gia tăng cạnh tranh
Sự cạnh tranh trong lĩnh vực dịch vụ tài chính đang ngày càng trở nên quyết liệt khi ngân hàng và các đối thủ cạnh tranh mở rộng danh mục sản phẩm dịch vụ. Các ngân hàng địa phương cung cấp tín dụng, kế hoạch tiết kiệm, kế hoạch hưu trí, dịch vụ tư vấn tài chính cho các doanh nghiệp và người tiêu dùng. Đây là những dịch vụ đang phải đối mặt với sự cạnh tranh trực tiếp từ các ngân hàng khác, các hiệp hội tín dụng, ngân hàng đầu tư Merrill Lynch, các công ty tài chính như GE Capital và các tổ chức bảo hiểm như Prudential. Áp lực cạnh tranh đóng vai trò như một lực đẩy tạo ra sự phát triển dịch vụ cho tương lai.

### Sự gia tăng chi phí vốn
Sự nới lỏng luật lệ kết hợp với sự gia tăng cạnh tranh làm tăng chi phí trung bình thực tế của tài khoản tiền gửi – nguồn vốn cơ bản của ngân hàng. Với sự nới lỏng các luật lệ, ngân hàng buộc phải trả lãi do thị trường cạnh tranh quyết định cho phần lớn tiền gửi. Đồng thời, Chính phủ yêu cầu các ngân hàng phải sử dụng vốn sở hữu nhiều hơn – một nguồn vốn đắt đỏ - để tài trợ cho các tài sản của mình. Điều đó buộc họ phải tìm cách cắt giảm các chi phí hoạt động khác như giảm số nhân công, thay thế các thiết bị lỗi thời bằng hệ thống xử lý điện tử hiện đại. Các ngân hàng cũng buộc phải tìm các nguồn vốn mới như chứng khoán hóa một số tài sản, theo đó một số khoản cho vay của ngân hàng được tập hợp lại và đưa ra khỏi bảng cân đối kế toán; các chứng khoán được đảm bảo bằng các món vay được bán trên thị trường mở nhằm huy động vốn mới một cách rẻ hơn và đáng tin cậy hơn. Hoạt động này cũng có thể tạo ra một khoản thu phí không nhỏ cho ngân hàng, lớn hơn so với các nguồn vốn truyền thống (như tiền gửi).

### Sự gia tăng các nguồn vốn nhạy cảm với lãi suất
Các quy định của Chính phủ đối với công nghiệp ngân hàng tạo cho khách hàng khả năng nhận được mức thu nhập cao hơn từ tiền gửi, nhưng chỉ có công chúng mới làm cho các cơ hội đó trở thành hiện thực. Và công chúng đã làm việc đó. Hàng tỷ USD trước đây được gửi trong các tài khoản tiết kiệm thu nhập thấp và các tài khoản giao dịch không sinh lợi kiểu cũ đã được chuyển sang các tài khoản có mức thu nhập cao hơn, những tài khoản có tỷ lệ thu nhập thay đổi theo điều kiện thị trường. Ngân hàng đã phát hiện ra rằng họ đang phải đối mặt với những khách hàng có giáo dục hơn, nhạy cảm với lãi suất hơn. Các khoản tiền gửi "trung thành" của họ có thể dễ tăng cường khả năng cạnh tranh trên phương diện thu nhập trả cho công chúng gửi tiền và nhạy cảm hơn với ý thích thay đổi của xã hội về vấn đề phân phối các khoản tiết kiệm.

### Cách mạng trong công nghệ ngân hàng
Đối mặt với chi phí hoạt động cao hơn, từ nhiều năm gần đây các ngân hàng đã và đang chuyển sang sử dụng hệ thống hoạt động tự động và điện tử thay thế cho hệ thống dựa trên lao động thủ công, đặc biệt là trong công việc nhận tiền gửi, thanh toán bù trừ và cấp tín dụng. Những ví dụ nổi bật nhất bao gồm các máy rút tiền tự động ATM, cho phép khách hàng truy nhập tài khoản tiền gửi của họ 24/24 giờ; Máy thanh toán tiền POS được lắp đặt ở các bách hóa và trung tâm bán hàng thay thế cho các phương tiện thanh toán hàng hóa dịch vụ bằng giấy; và hệ thống máy vi tính hiện đại xử lý hàng ngàn giao dịch một cách nhanh chóng trên toàn thế giới.